# Forum Ziviler Friedensdienst
Pro Peace (Vereinsname: Forum Ziviler Friedensdienst e. V.) ist eine internationale gemeinnützige Organisation, die den gewaltfreien Umgang mit Konflikten fördert und Wege öffnet, um eine gerechtere und friedlichere Zukunft aktiv zu gestalten. Ihren Sitz hat die Organisation in Köln und wurde 1996 gegründet. Die Organisation versteht sich als Anwalt der Idee des Zivilen Friedensdienstes und der Zivilen Konfliktbearbeitung. Um diese Idee zu stärken, tritt der Verein auch selbst als Träger von Projekten im Zivilen Friedensdienst auf und entsendet eigene „Friedensfachkräfte“ in Konfliktregionen.
Es bietet außerdem im Rahmen seiner Akademie für Konflikttransformation verschieden lange Weiterbildungsmöglichkeiten für Friedensfachkräfte bzw. Konfliktbearbeitern sowie Trainings zu spezifischen Themen an. Die zehnmonatige berufsbegleitende Weiterbildung in Friedens- und Konfliktarbeit findet jedes Jahr auf Deutsch statt. Daneben gibt es auch eine Vollzeitweiterbildung und eine Online-Weiterbildung auf Englisch.

## Einsatz der Fachkräfte
Momentan sind knapp 30 Fachkräfte vorwiegend in verschiedenen Ländern des westlichen Balkans (Ex-Jugoslawien) und Israel bzw. Palästina im Einsatz. Dort sind die Vergangenheits- und Traumabewältigung sowie der interethnische Dialog Handlungsfelder. 2008 wurden die Philippinen als weitere Projektregion aufgenommen, wo der Konflikt auf Mindanao Schwerpunkt ist. 2009 folgte der Start des Programms im Libanon, wo die Aufarbeitung des Bürgerkriegs und die Integration der großen Zahl syrischer Flüchtlinge unterstützt werden. Im Jahr 2015 eröffnete Pro Peace Programmbüros in der kambodschanischen Hauptstadt Phnom Penh und in Battambang und nahm damit Kambodscha als Programmland hinzu. 2017 folgten Programmbüros in Jordanien und in der Ukraine. Daneben führt Pro Peace auch Projekte der kommunalen Konfliktberatung in Deutschland durch. Zurzeit nehmen Kommunen in Niedersachsen und Mecklenburg-Vorpommern die Beratung in Anspruch.

## Finanzierung
Der Verein finanziert sich aus Mitgliedsbeiträgen, Spenden und sonstigen Maßnahmen des Fundraising. Die Mittel für die Auslandsprojekte sowie die Qualifizierungsarbeit stammen weitgehend aus dem Programm Ziviler Friedensdienst in der Entwicklungszusammenarbeit des Bundesministerium für wirtschaftliche Zusammenarbeit und Entwicklung (BMZ).

## Netzwerke
Der Verein ist Gründungsmitglied des European Network for Civil Peace Intervention (EN.CPI – bis 2014 European Network for Civil Peace Services) und der globalen Nonviolent Peaceforce. Es ist somit Teil einer weltweiten Bewegung, die sich für die Verbreitung von professionell angelegten zivilgesellschaftlichen Alternativen der konstruktiven Konfliktbearbeitung einsetzt.

## Stiftung
Seit 2014 gibt es eine gleichnamige Stiftung, die von Mitgliedern der Organisation gegründet wurde.

## Auszeichnungen
Pro Peace ist Träger des Gustav-Heinemann-Bürgerpreises (1997), des Göttinger Friedenspreises (2005), des Friedenspreises Sievershäuser Ermutigung (2014) und des Versöhnungspreises der Klaus Jensen Stiftung (2022).

## Akademie für Konflikttransformation
Die Akademie für Konflikttransformation ist die Qualifizierungseinrichtung von Pro Peace. In Kursen, Seminaren und sonstigen Veranstaltungen vermittelt sie Kenntnisse und Fähigkeiten für eine professionelle Friedensarbeit im In- und Ausland. Die meisten Qualifizierungsmaßnahmen richten sich an Personen, die in Projekten des zivilen Friedensdienst oder nah verwandten Bereichen (z. B. konfliktsensible Entwicklungszusammenarbeit) arbeiten oder dies tun wollen. Daneben bietet die Akademie aber auch Veranstaltungen und Informationen für Einsteiger und maßgeschneiderte Seminare an.